# Тест Папаніколау
Тест Папаніколау, також Мазок Папаніколау, Мазок цервікальний, ПАП-тест (англ. Pap test) — зішкріб клітин, що вистилають канал шийки матки, для мікроскопічного дослідження з метою виявлення можливих змін, що свідчать про розвиток раку шийки матки. Винайдений грецьким онкологом Георгіосом Папаніколау. Рекомендується для регулярного гінекологічного скринінгу наряду з вакцинацією від вірусу папіломи людини, що спричиняє рак шийки матки.

## Інтерпретація результатів
Трансформована ділянка шийки матки, якщо вона є, свідчить про цервікальну інтраепітеліальну неоплазію. Звичайний цервікальний мазок дозволяє виявити наявність у жінки передракового стану чи розвиток ракової пухлини на найбільш ранній стадії.
Мазок за Папаніколау може бути позитивним чи негативним (I клас за Папаніколау). У нормі атипових клітин немає, всі клітини однакової форми і розмірів (негативний Пап-мазок). Наявність різних за формою і розмірами клітин, патологічне їх положення характеризується як позитивний мазок за Папаніколау.

## Цитологічна класифікація за Папаніколау
- 1-й клас — нормальна цитологічна картина;
- 2-й клас — зміна морфології клітин, обумовлена запальним процесом у вагіні і (або) шийці матки;
- 3-й клас — поодинокі клітини з аномалією ядер і цитоплазми (підозра на злоякісне новоутворення);
- 4-й клас — окремі клітини з явними ознаками малігнізації;
- 5-й клас — велика кількість типово ракових клітин. Діагноз злоякісного новоутворення не викликає сумнівів.